# Francheville, Marne

Francheville este o comună în departamentul Marne, Franța. În 2009 avea o populație de 215 de locuitori.